# Novoveský mlýn (vojenský újezd Libavá)
Novoveský mlýn (též Rössnerův mlýn, německy Neueigner Mühle či Rössnermühle) je zaniklý vodní mlýn ve vojenském újezdu Libavá, původně spadající pod zaniklou vesnici Nová Ves nad Odrou. Nachází se na pravém břehu řeky Odry, jihovýchodně od kopce Strážný v Oderských vrších v okrese Olomouc v Olomouckém kraji. Vzhledem k tomu, že místo se nachází ve vojenském prostoru, je přístupné jen s povolením.
Na místě se nacházel vodní mlýn, který je poprvé zmiňován v roce 1670 v souvislosti se soudními spory. Nejstarší známí mlynáři měli příjmení Brauner, Schwarz, Rudolf. Později, kolem roku 1880 získal zadlužený mlýn majitel jménem Wilscher, který byl nevlastním otec Franze Rössnera, po kterém získal mlýn jméno. V roce 1930 je uváděn poslední mlynář Lothar Rössner. Voda byla k mlýnskému kolu dodávána přes náhon a lednici a v roce 1930 bylo uváděno 1 kolo na svrchní vodu.
Na místě lze také nalézt další ruiny budov a kapličky a také malý kamenný most, který byl součástí příjezdové trasy k mlýnu. František Rudolf dal v roce 1855 u mlýna postavit zmíněnou kapličku s portrétem Panny Marie. Zadní zeď kapličky má půlkruhový půdorys. Dle stavu z roku 2021 jsou zdi kapličky chráněny zakrytím před povětrnostními vlivy.
Novoveský mlýn zanikl s vysídlením německého obyvatelstva v roce 1946 a následným vznikem vojenského prostoru. Novoveský mlýn se nachází v plytkém údolí meandrující řeky Odry. Pod Novoveským mlýnem se do Odry vlévá několik bezejmenných potoků.

## Další informace
Nedaleko, proti směru toku řeky Odry se nachází zaniklá osada Varhošť a po proudu řeky byla Drexlerova pila.
I když je vstup do vojenského újezdu Libavá obvykle jedenkrát ročně umožněn v rámci cyklo-turistické akce Bílý kámen, Novoveský mlýn neleží na žádné z aktuálně povolených tras a je tedy veřejnosti celoročně nepřístupný.

## Galerie

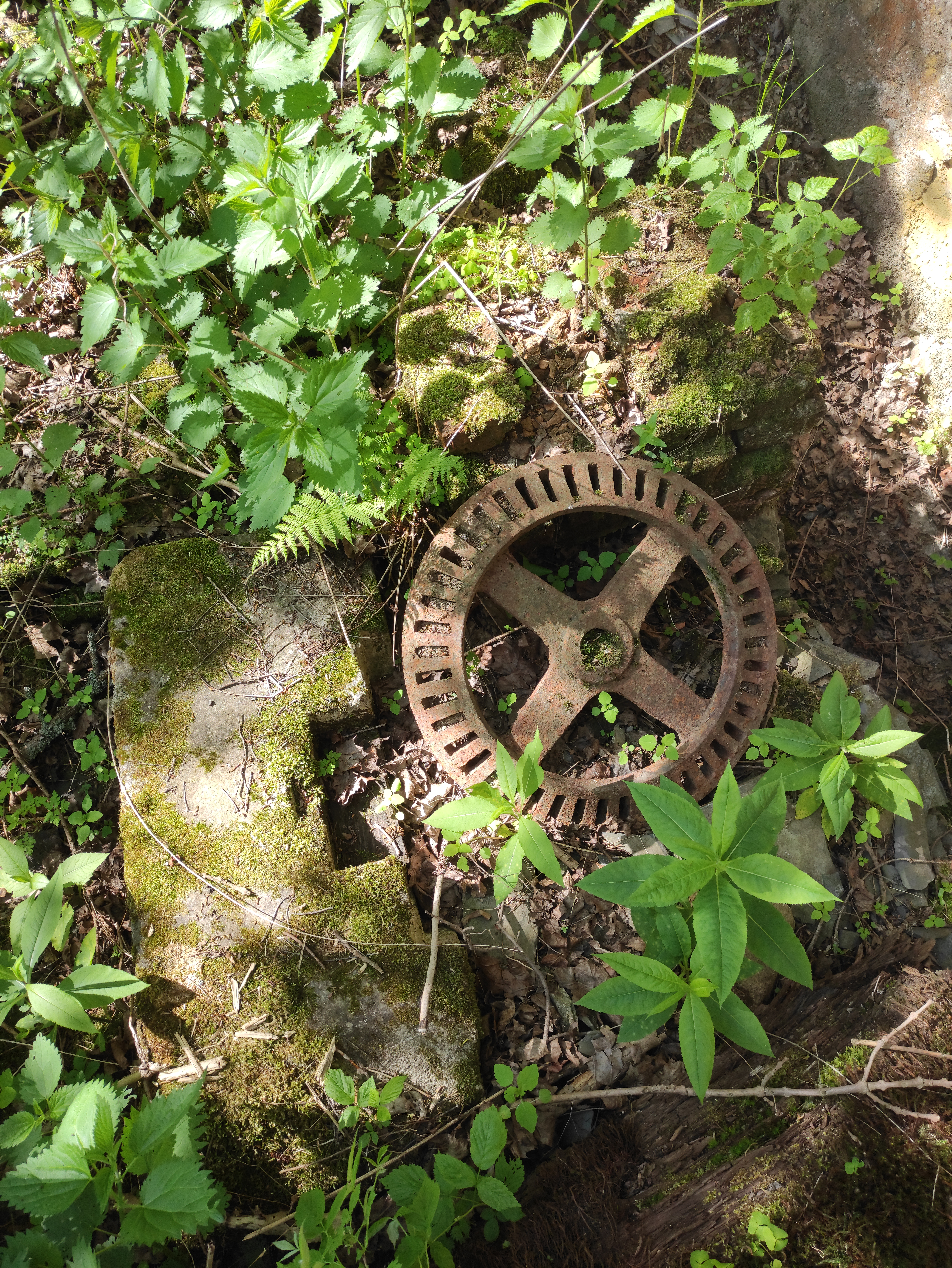
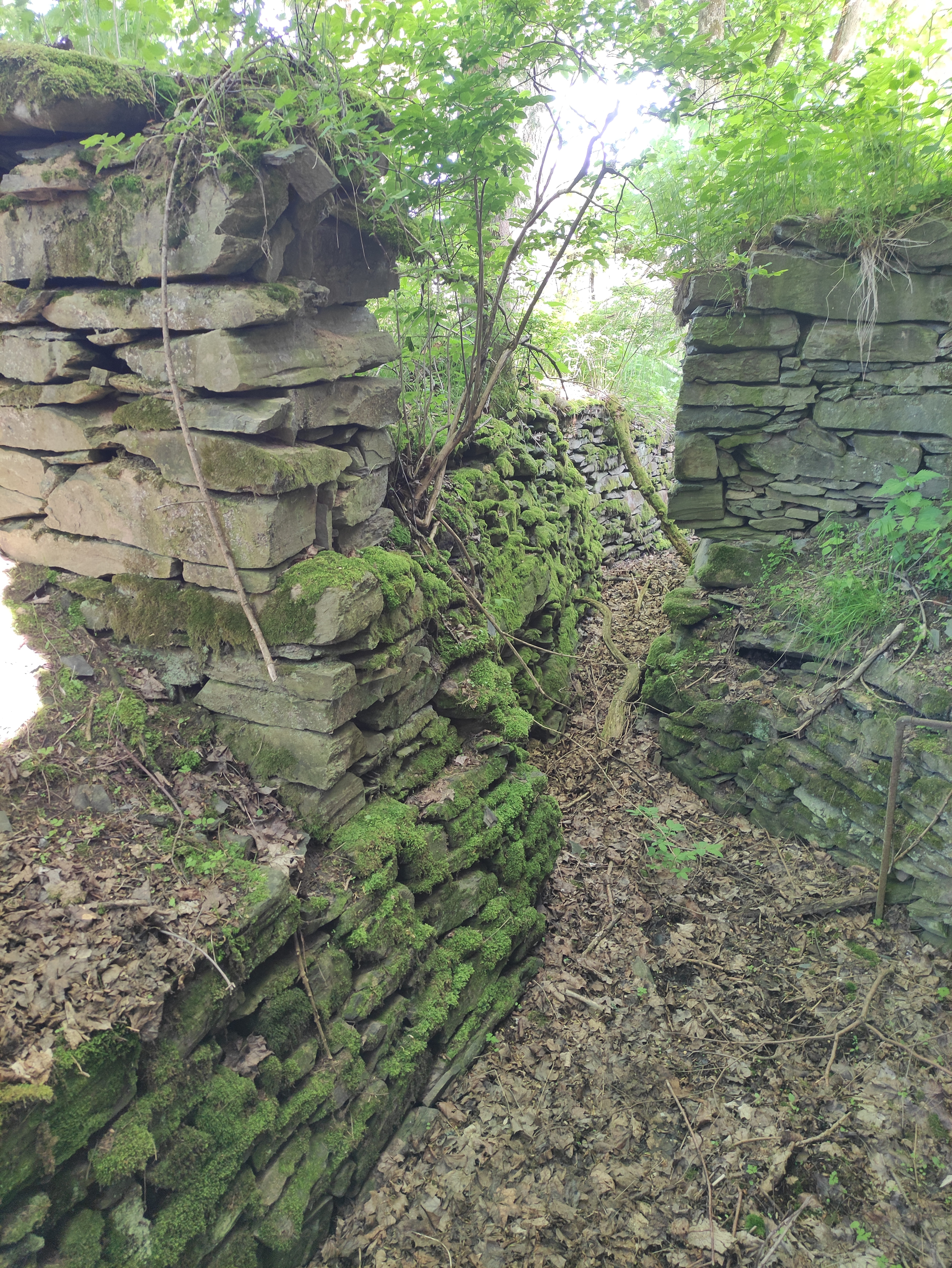
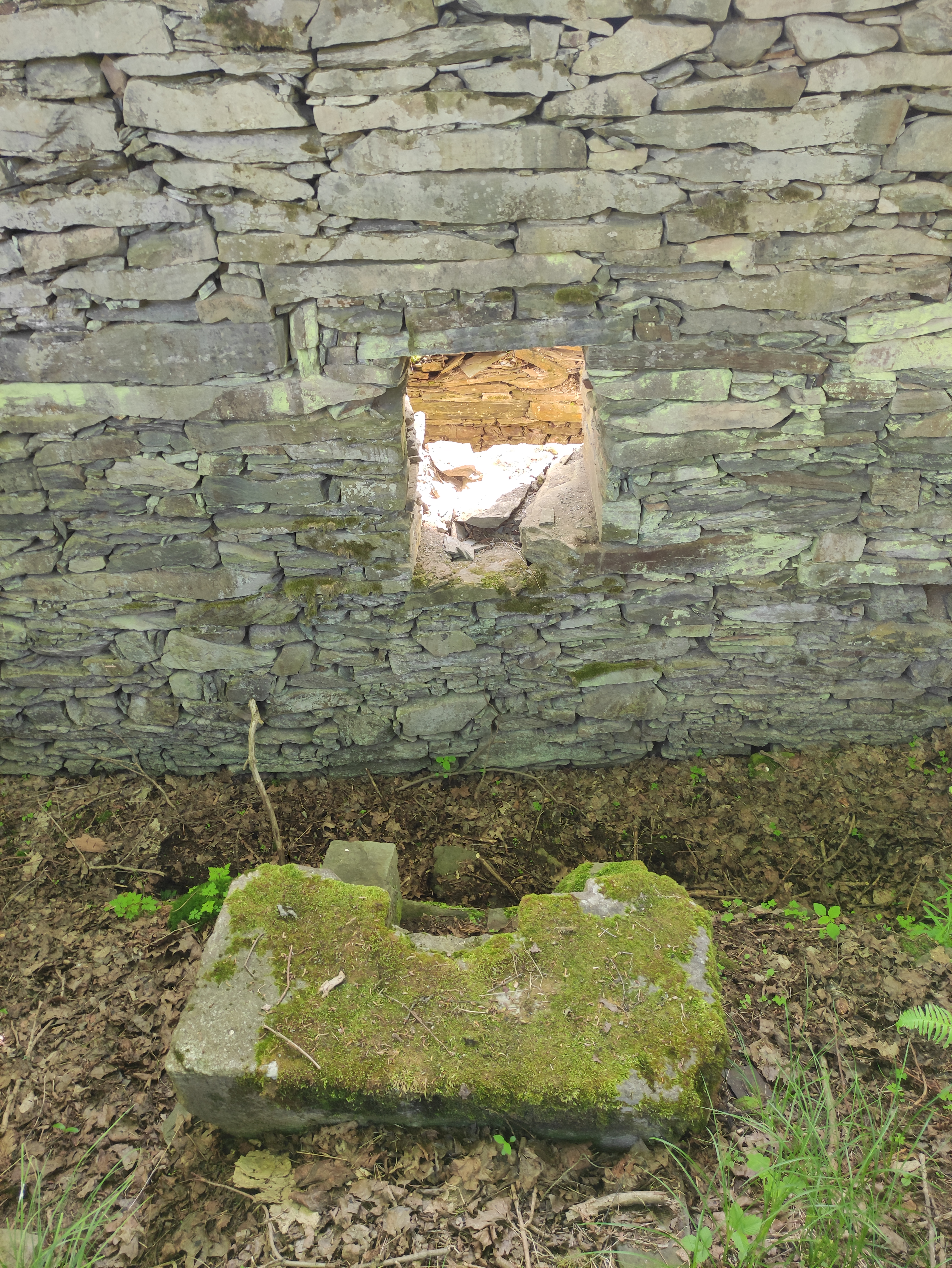
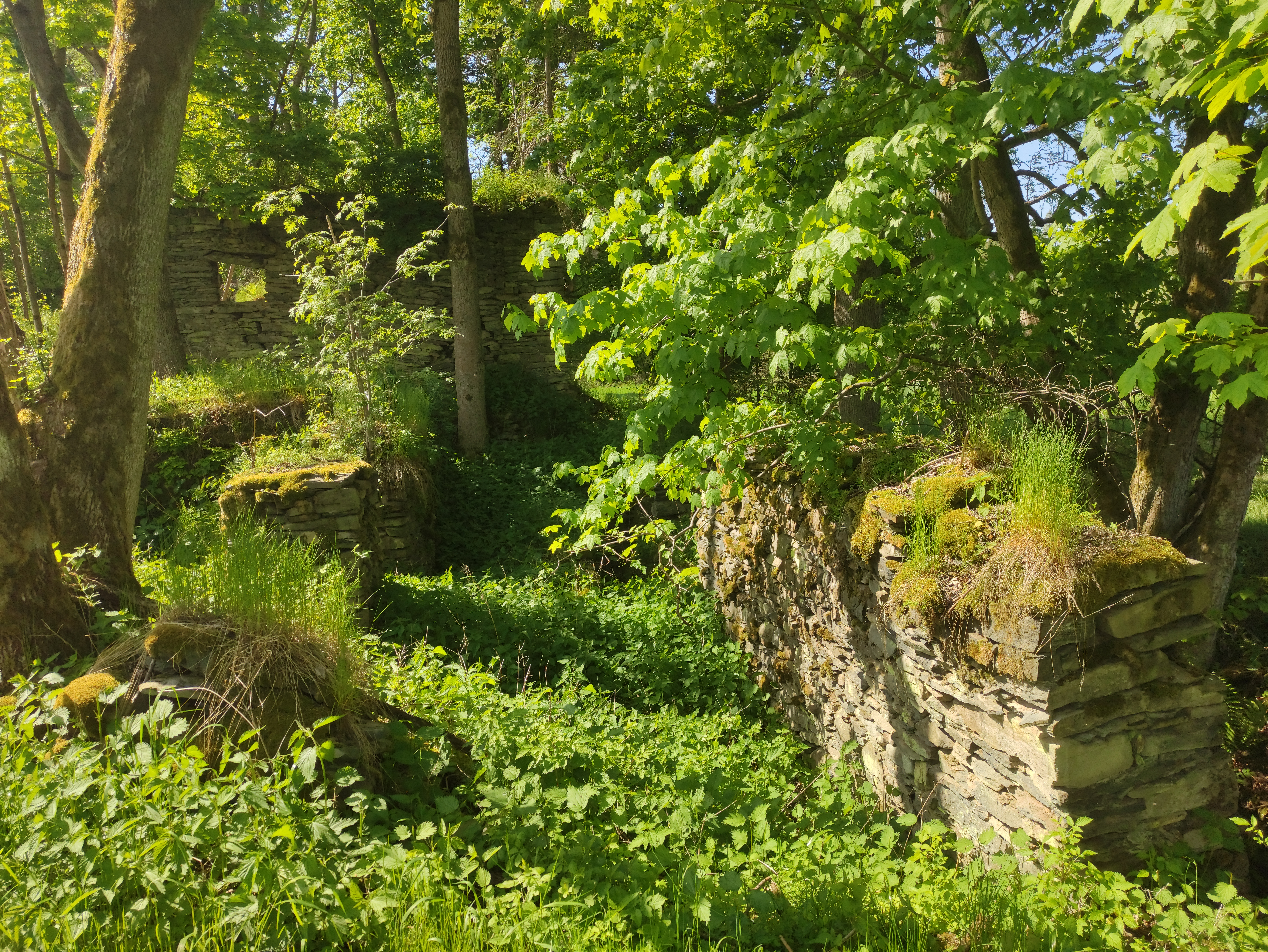
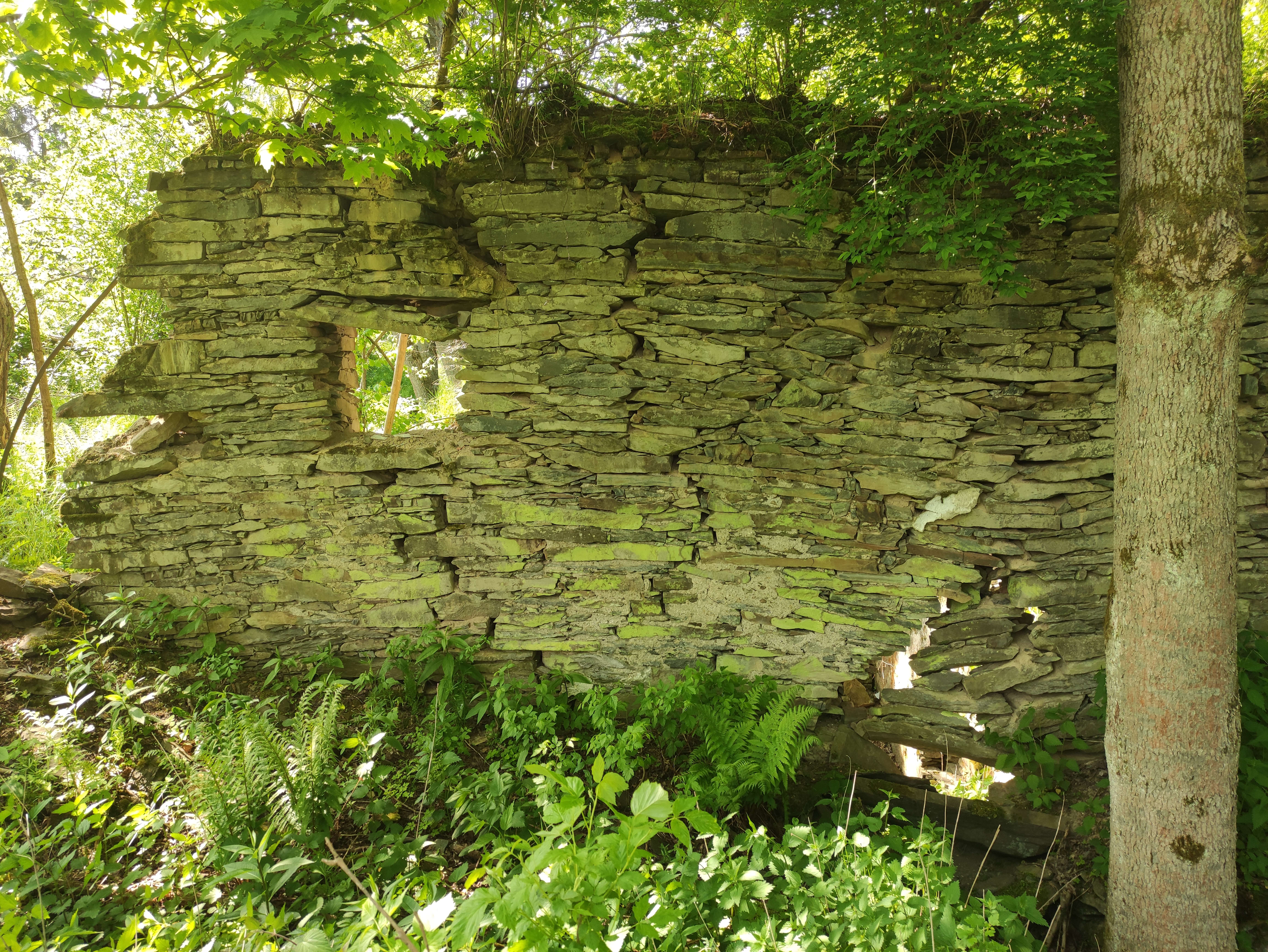
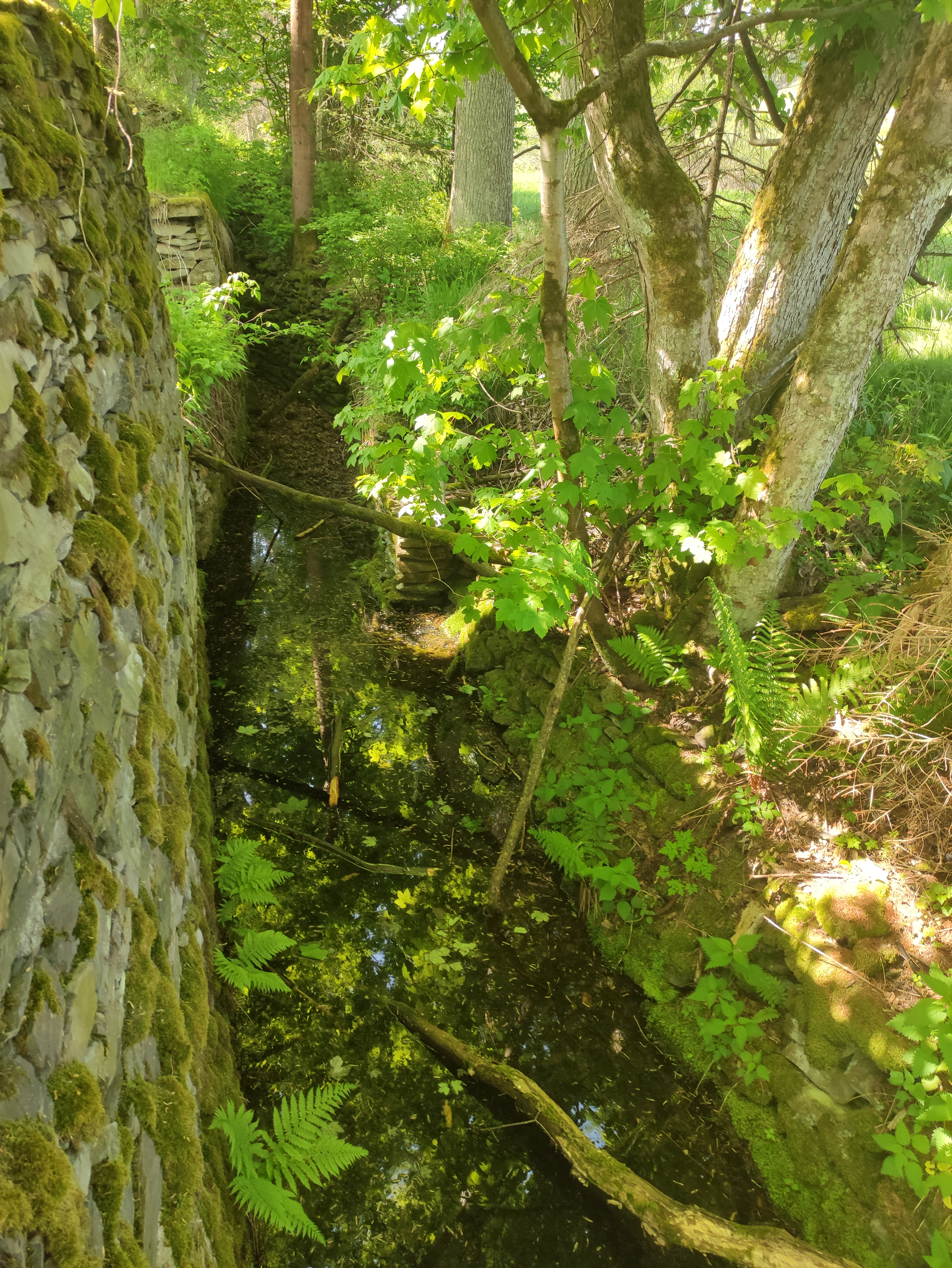
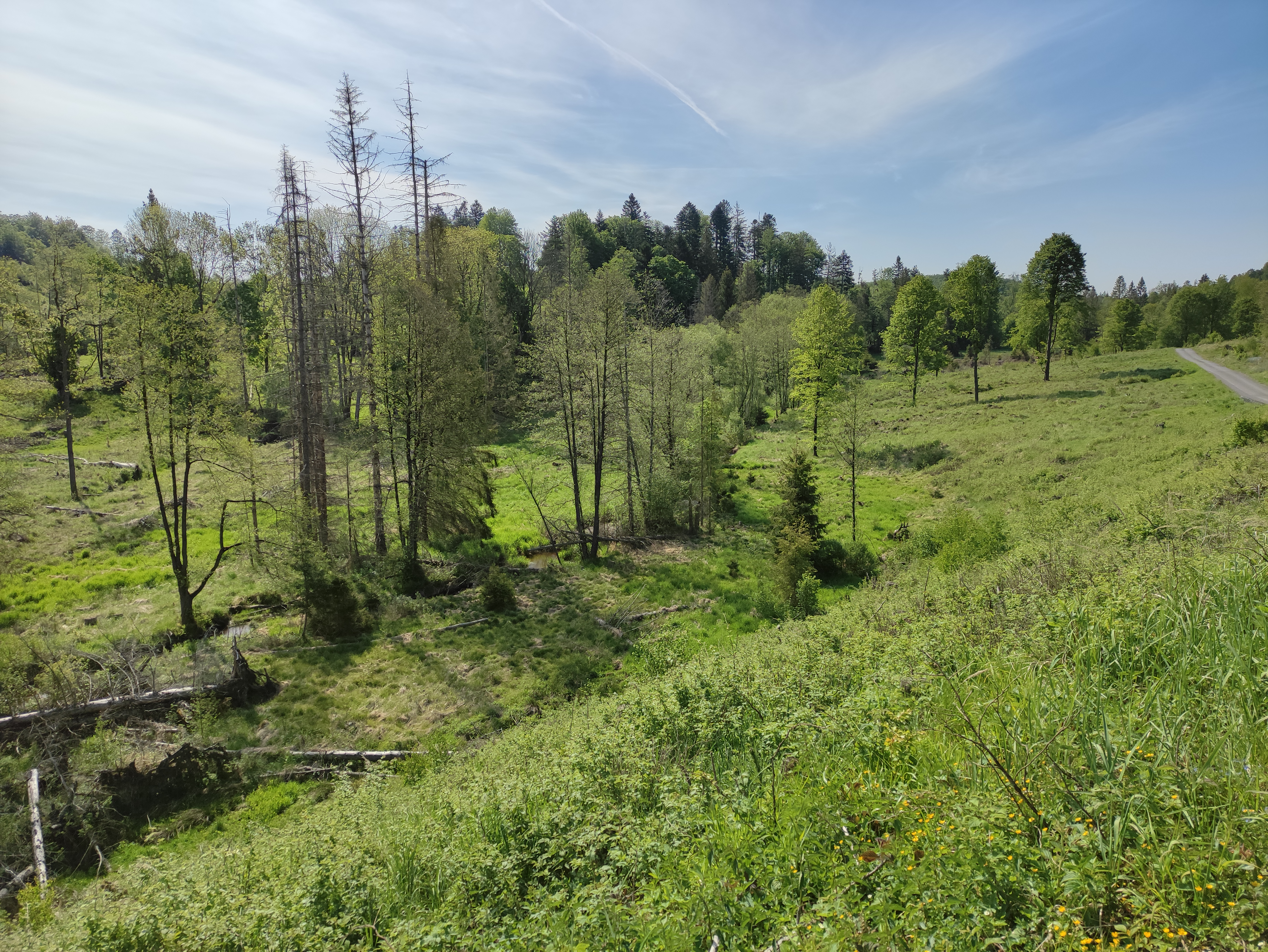
Údolí řeky Odry u Novoveského Mlýna
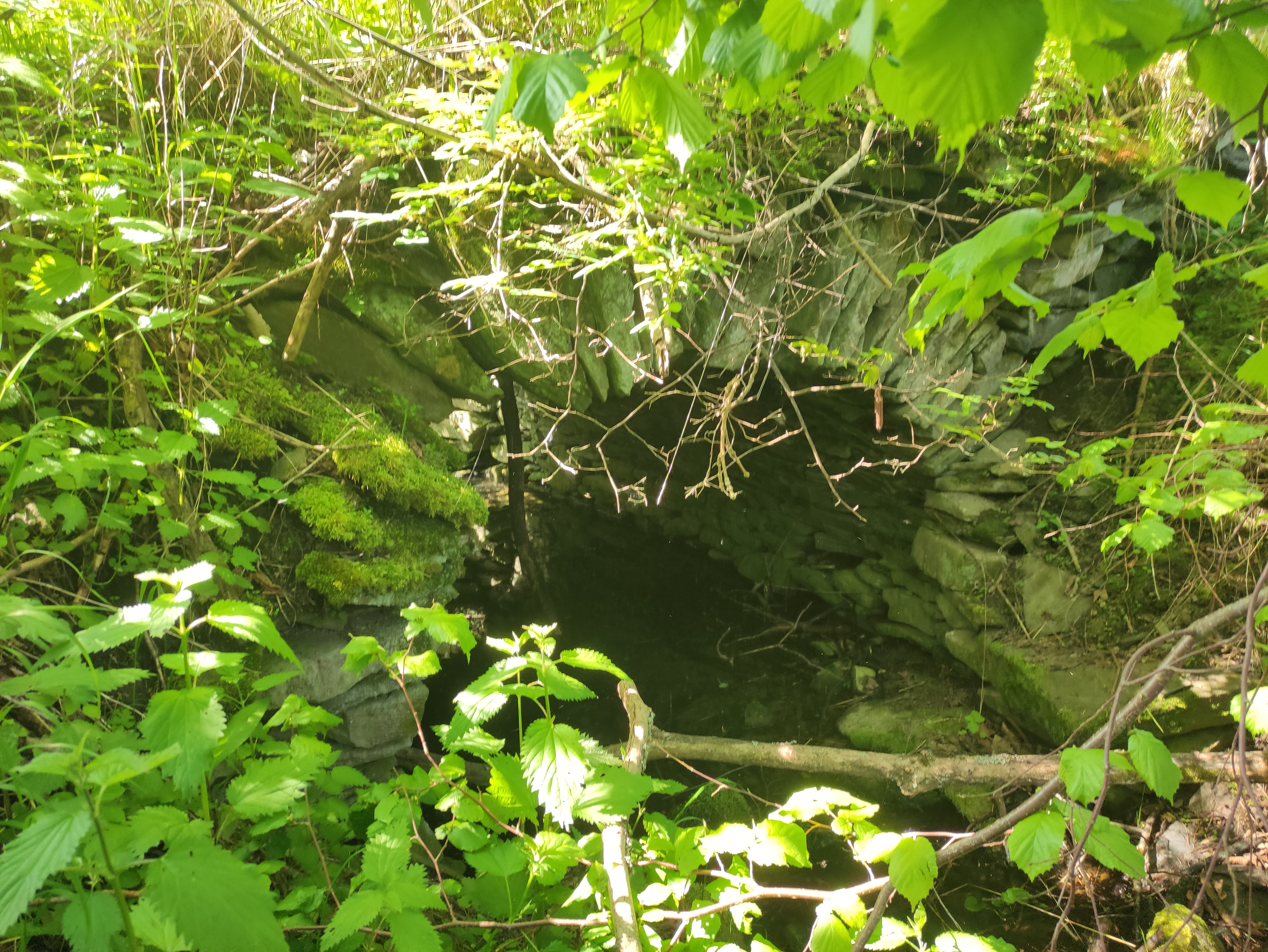
kamenný most
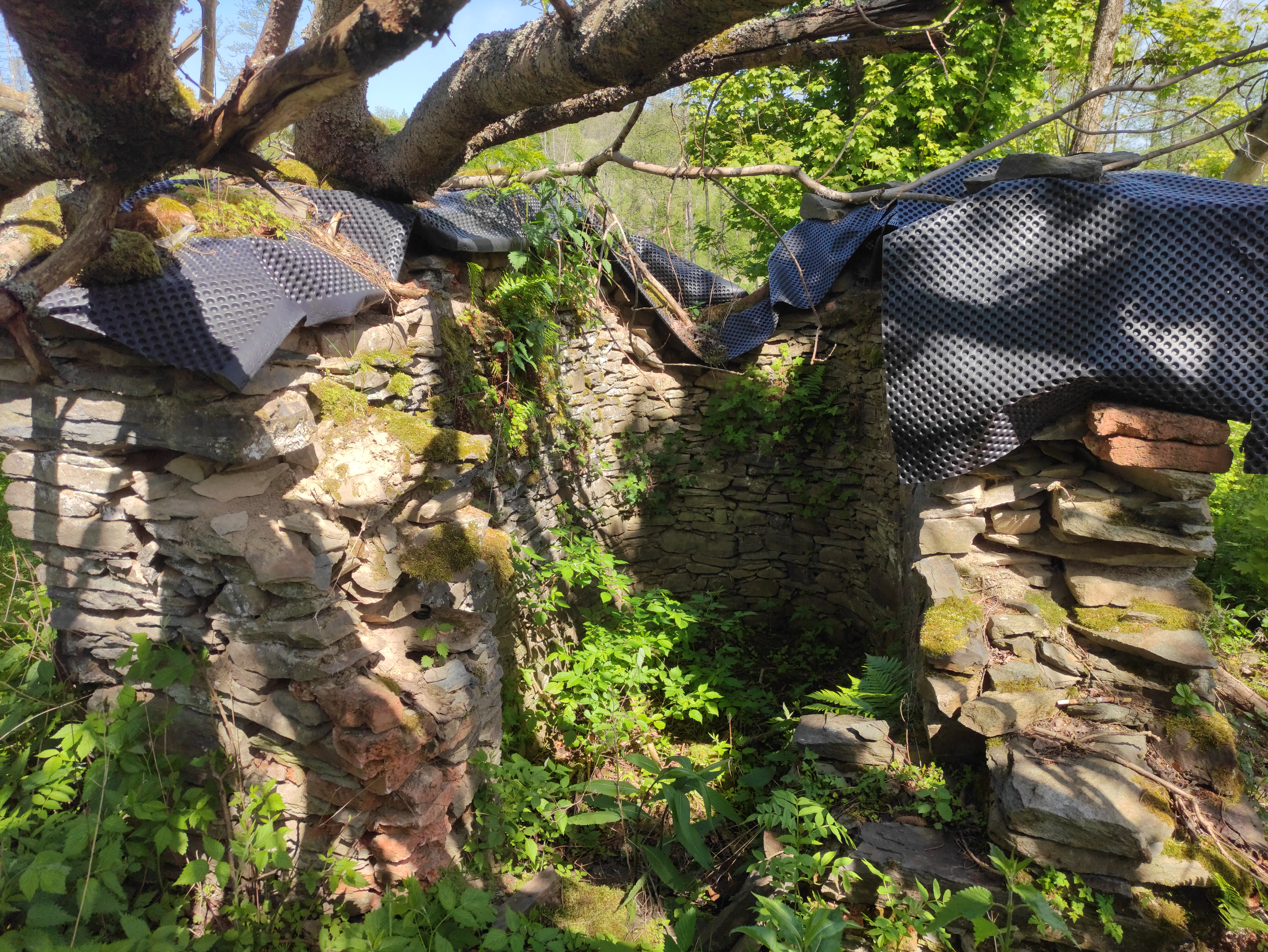
Ruiny kapličky